# 小學生30人31腳全國大賽
《小學生30人31腳全國大賽》（簡稱30人31腳或30人31足）是由朝日電視台主辦、《朝日新聞》與《朝日小學生新聞》協辦，在1996年至2009年為止每年舉辦的日本全國性大型集體比賽項目，以30位以上小學生「二人三腳」方式相互裹足成31條腿並肩快跑50米。這個比賽在日本國內舉辦後十分受歡迎，1998年起接受來自世界各地的參賽隊伍報名。
該比賽曾邀請中國大陸、台灣與香港等日本國外的代表參加，之後此種形式的比賽也在中國大陸與台灣流行，2006年分別舉辦類似挑戰賽，該項目亦被推廣至一些學校或社團之節日遊戲節目上。

## 沿革
「30人31腳」節目源於朝日電視台之另一挑戰節目《火焰挑戰者》的其中一個單元，後來獨立抽出成為競賽項目。而從1998年（第3屆）起，經常從日本以外的國家邀請一支隊伍參加競賽，作為交流。
比賽必須以一整列並排之30位同班同學之小學生以「二人三腳」方式完全走過50米，以隊伍中最後過終點之時刻為最終時間作準。觀乎2008年日本之比賽隊伍，要在都道府縣預賽入圍的話需少於10秒左右，要在全國大賽預賽晉身首七名必需少於9秒4左右（以上指標僅供參考）。
該比賽之決賽於不同地方舉行，但在2002年起已固定於橫濱市港北區之橫濱體育館舉行，而大會比賽成績在2002年起正式被吉尼斯世界纪录大全承認為世界紀錄之一。
2010年3月，朝日電視台在30人31腳官方網頁宣布停辦該比賽，理由是日本各地報名參賽的小學數量逐年遞減使當初舉辦該比賽的宗旨難以繼續確立，而且日本經濟環境惡化導致無法維持每年舉辦這種大規模的比賽。

### 節目與評價
該競賽由朝日電視台負責拍攝並剪輯錄播（第1～3屆為現場直播，第4屆之後為錄影播出），在攝影棚邀請日本藝人列席觀賞並表達感受；節目內容由晉身決賽之隊伍報名參賽、初試、特訓直至比賽之過程，細緻描寫隊伍為得冠軍與自我挑戰而接受頗為艱辛之特訓、後台訓話與團結合作精神。隊員間對比賽爭勝之鬥心與失敗時互相鼓勵、被淘汰時互相抱頭痛哭的感性宣洩，令觀眾大為感動，在台灣與中國大陸播出後亦有強烈好評。
不過，在該比賽舉辦前後，日本各地小學對該比賽之重視與嚴苛訓練之宣傳，被一些老師批評為「虐待兒童」之行為。
節目主持
- 內村光良、南原清隆（第1屆至第5屆，亦為《火焰挑戰者》主持）
- 加藤晴彥、優香（第6屆至第10屆）
- 井之原快彥（V6成員）、小林麻央（第11屆至第12屆）
- 松岡修造（第13屆至第14屆）

會場主持
會場主持皆由朝日電視台播報員擔任，負責播報實況與採訪參賽者。
- 第一代：松井康真（日语：松井康真）（第1屆至第6屆）
- 第二代：中山貴雄（日语：中山貴雄）（第7屆至第12屆）
- 第三代：角澤照治（日语：角澤照治）（第13屆至第14屆）

## 比賽細則

### 比賽規則
- 比賽以學校為單位，參賽成員必須為小學同學30名以上（30名以上的理由是避免那些人數超過30名而無法出賽的同學被排擠，所以該大賽成員數目不設上限），另加一名老師作領隊。隊員中選出一名成員作隊長，在預賽、全國大賽比賽前代表全隊公開宣誓。
- 參賽學校以朝日電視網各成員電視台（同時加入其他電視聯播網的福井放送與宮崎電視台除外）在各自的營業區內舉辦預賽選拔當地優勝學校為原則，但有例外：山梨縣參加北關東大賽，佐賀縣參加福岡大賽，而這兩縣內沒有朝日電視網成員電視台。
- 比賽必須在15米闊之場地完成50米跑。以隊伍中最後一位隊員完全通過終點線之時刻作比賽時間（第二屆開始），以所用時間最少（即最快者）勝出。場地方面，決賽採用室內體育場敷設人工草地作賽，而在終點前有一大型海綿墊供參賽隊伍衝線後撲下以卸力。
- 在比賽兩側與後方，均有一位裁判與電視鏡頭緊隨隊伍追蹤監視。
- 比賽隊伍旁邊後方允許領隊老師追隨，但不允許與隊伍接觸協助。
- 比賽期間如有東西（如腳帶）掉在場上，或有隊員倒在地上等原因引致隊伍解體（未能成一整體）的話，全體隊員需回到東西掉下處或隊員倒下處重新起步，而比賽時間並不停止；換言之，有這些失誤的話，仍須完成餘下比賽，但已幾乎不可能爭勝。

### 隊員

#### 報名與成員加入
- 原則上需以同班同學參加，每所學校可根據人數派出一隊或多隊參加，成員數目不設上限；2006年曾有失聰的同級同學成功參加。
- 報名後隊伍如遇以下情況的話，可向主辦機構申報並提出以其他學校之同級學生加入隊中作補充成員：
  - 該級參賽人數不足30位
  - 在決賽當天因故不能以30位成員作賽（因傷或突發事件未能赴賽）

#### 裝備與準備
- 隊員只能用比賽統一派發之腳帶。不能以其他物件代替該統一派發之腳帶纏足比賽。
- 每位隊員雙足必需配上護膝；而在腳上之腳帶必需正確黏貼好，始能比賽。
- 隊員可隨意穿著運動鞋還是二趾襪作賽，當然亦可赤足比賽，但需顧及比賽場地與比賽對腳掌之傷害。
- 比賽時，每位隊員之右手搭著右邊隊員之右肩，左手搭在左邊隊員之左腰上，左右相反亦可。需注意的是，隊員若以左右手分別同時搭在左右隊員肩上，這樣比賽時對隊員手部均有危險，而且倒地時很難抽出一隻手來為自身撐著，屬禁止行為。
- 另外，對每位隊員練習時，須以拳擊用護牙保護，以免連鎖絆倒時傷及牙齒。

#### 起跑
- 起跑前需一致之準備動作與發聲（準備口號），以槍聲作起跑之訊號；跟著在裁判說出「準備」與「開始」槍聲間不允許太明顯動作與發聲（由兩側之裁判決定）。否則即屬犯規，兩次起跑前犯規即取消參賽資格。

### 地區賽事
(除地區預賽外，均在同一地點同一天全部舉行）
- 地區預賽：參與之隊伍先向當地的朝日電視網成員電視台報名，朝日電視網各地成員電視台組織，在全國各都道府縣（部分為兩或數縣聯賽，詳情需要到主辦單位網頁查看，約在5月中旬起接受報名、7月至8月間截止、9月至10月間預賽）進行預賽。預賽每隊可賽兩次，選擇最好的一次作為該隊的預賽最終成績，賽事選出最快四隊以一對一淘汰賽方式決定代表所在小學校之都道府縣參與朝日電視台舉辦之全國大賽；預賽由各地之朝日電視網成員電視台播放。

### 全國大賽歷屆賽事
1996年~1997年
- 24隊以一對一淘汰賽方式決定最後進入決賽的3隊，最後勝出者為冠軍。

1998年
- 除關東地方代表以外的23隊先分成(北海道·東北地方)、(中部地方)、(近畿·中國地方·四國)、(九州地方)4組進行預賽，各組第1名(共4隊)+關東地方代表+台灣代表共6隊進入淘汰賽，最後勝出者為冠軍。

1999年~2004年
- 1999年：全部隊伍（共26隊）先進行預賽，每隊比賽完畢後隨即公佈結果，取最快前7名者+海外隊伍晉級8強淘汰賽。
- 2000年：全部隊伍（共26隊）先進行預賽，每隊比賽完畢後隨即公佈結果，取最快前8名者+2支海外隊伍晉級10強淘汰賽。
- 2001年：全部隊伍（共26隊）先進行預賽，每隊比賽完畢後隨即公佈結果，取最快前7名者+海外隊伍晉級8強淘汰賽。
- 2002年：全部隊伍（共29隊）先進行預賽，每隊比賽完畢後隨即公佈結果，取最快前10名者晉級10強復賽，10強復賽從抽籤號碼1號開始指定比賽對手，即共5組比賽，勝出者晉級5強準決賽，5強準決賽為各隊跑兩次擇優方式取最快前3名晉級決賽，最後勝出者為冠軍。
- 2003年：全部隊伍（共26隊）先進行預賽，每隊比賽完畢後隨即公佈結果，取最快前8名者+海外隊伍晉級9強淘汰賽(預賽前3名成為種子校)，預賽第4~8名+海外隊伍共6隊先進行復賽，勝出3隊晉級6強準決賽；準決賽為勝出3隊+種子校3隊共6隊進行準決賽，勝出3隊晉級3強決賽，最後勝出者為冠軍。
- 2004年：全部隊伍（共26隊）先進行預賽，每隊比賽完畢後隨即公佈結果，取最快前7名者+海外隊伍晉級8強淘汰賽。

2005年、2006年
- 預賽：以全部隊伍（共26隊）均分為A、B兩組，每組比賽完畢後隨即公佈結果，每組作賽完畢後之最快前3名者分別對另一組之前3名作8強復賽；而兩組之第4名作敗部復活賽，勝出者亦可參與8強復賽，與海外隊伍比賽。
- 8強復賽：以A組第1名對B組第1名比賽，以此類推，至於在初賽敗部復活勝出的一組則被安排與海外隊作賽，即共4組比賽。
- 4強準決賽：8強復賽中首兩組（兩組之第1、2名比賽勝出隊伍）作賽，另兩組出線者作賽，即共兩組比賽。
- 決賽：4強準決賽勝出的兩隊作賽，勝出者為冠軍，可獲主辦單位授旗；名義上有亞軍（決賽落敗者，非全比賽中第2最快者），但沒有任何獎勵。

2007年
- 全國大賽史上首次以兩支隊伍同時開跑方式比賽(比賽場地分成紅藍兩區域，兩區域各一隊同時開跑，即30人VS.30人)，27隊以一對一淘汰賽方式決定冠軍。(預賽前5名成為種子校)

2008年
- 預賽：以全部隊伍（共27隊）先進行預賽，每隊比賽完畢後隨即公佈結果，取最快前7名者晉級8強復賽；而未晉級前7名的其餘20隊作敗部復活賽(20隊均分為A、B兩組，每組10隊，以3人4腳方式取A、B兩組的第1名，這兩隊再以10人11腳方式比賽，勝出者亦可參與8強復賽。)
- 8強復賽：以2-7(預賽第2名對預賽第7名，以下以此類推)、3-6、4-5方式比賽，至於在初賽敗部復活勝出的1隊則被安排與初賽第1名作賽，即共4組比賽。
- 4強準決賽：8強復賽中首兩組（兩組之第1、2名比賽勝出隊伍）作賽，另兩組出線者作賽，即共兩組比賽。
- 決賽：4強準決賽勝出的兩隊作賽，全國大賽史上首次以跑兩次擇優方式決定冠軍，冠軍可獲主辦單位授旗；名義上有亞軍（決賽落敗者，非全比賽中第2最快者），但沒有任何獎勵。

2009年
- 競速賽：以全部隊伍（共26隊）先進行競速賽（在全國各都道府縣進行），每隊比賽完畢後公佈結果在大會網頁上。競速賽每隊可賽3次，選擇最好的一次作為該隊的競速賽最終成績，取最快前10名者晉級全國大賽。
- 全國大賽：晉級全國大賽的10強初賽從競速賽第10名開始跑，取最快前5名晉級5強準決賽，5強準決賽取最快前3名晉級決賽，最後勝出者為冠軍（初賽、準決賽、決賽均為各隊跑一次方式）。

## 冠軍與紀錄

### 紀錄
- 全國大賽紀錄由熊本縣城南町立杉上小學6年1班在2002年準決賽創下之8秒94之紀錄，在決賽創下之8秒97之紀錄（全國大賽決賽紀錄）。
- 都道府縣比賽紀錄由愛媛縣松山市立石井東小學在2005年該縣預賽中創下8秒80之世界紀錄，這紀錄亦被列入成為吉尼斯世界纪录大全之一；該校在該年決賽中以9秒23落敗為亞軍。

### 歷年冠軍
- 改制前：只有第1屆為隊伍中第一位隊員身體碰到終點線之時刻作為比賽時間；改制後時間：從第2屆開始，以隊伍中最後一位隊員身體完全通過終點線之時刻作為比賽時間。

| 屆次 | 播出日期         | 冠軍學校                                   | 成績 (以大會網頁公佈的成績為準) |
| ---- | ---------------- | ------------------------------------------ | ------------------------------- |
| 1    | 1996年11月2、3日 | 靜岡縣靜岡市立服織小學6年1班               | 9秒23（改制前）                 |
| 2    | 1997年11月7、8日 | 鹿兒島縣鹿兒島市立紫原小學6年2班           | 9秒99（以下為改制後時間）       |
| 3    | 1998年11月15日   | 奈良縣奈良市立左京小學6年1班               | 9秒45                           |
| 4    | 1999年11月14日   | 長崎縣西彼杵郡多良見町立喜喜津東小學6年2班 | 9秒35                           |
| 5    | 2000年11月12日   | 熊本縣熊本市立力合小學6年5班               | 9秒41                           |
| 6    | 2001年12月15日   | 中國河南省登封市少林鵝坡武術專修院         | 9秒22                           |
| 7    | 2002年12月14日   | 熊本縣下益城郡城南町立杉上小學6年1班       | 8秒97                           |
| 8    | 2003年12月13日   | 石川縣鳥屋町立鳥屋小學6年1、2班            | 9秒24                           |
| 9    | 2004年12月4日    | 鹿兒島縣薩摩川內市立龜山小學6年3班         | 9秒31                           |
| 10   | 2005年12月10日   | 北海道石狩市立若葉小學6年1班               | 9秒18                           |
| 11   | 2006年12月9日    | 福岡縣柳川市立昭代第二小學6年1、2班        | 9秒28                           |
| 12   | 2007年12月9日    | 熊本縣八代市立八代小學6年1班               | 9秒19                           |
| 13   | 2008年12月6日    | 長崎縣島原市立三會小學                     | 9秒05                           |
| 14   | 2009年12月12日   | 熊本縣八代市立太田鄉小學校                 | 9秒10                           |

## 日本以外隊伍

### 亞洲
- 中国（第6屆冠軍：河南省登封市少林鵝坡武術專修院 （页面存档备份，存于）、第9屆第四名：河北省吳橋縣吳橋雜技藝術學校 （页面存档备份，存于）在總決賽以9秒82取得第四名）
- 臺灣（第3屆）
- 香港（第2屆）
- 泰國（第2屆海外賽冠軍）
- （第5屆）

### 非洲
- （第4屆、第5屆）
- 奈及利亞（第10屆紀念）

### 中美洲
- 古巴（第8屆）

### 南美洲
- 巴西（第5屆）

### 大洋洲
- （第2屆）
- （第11屆）

註：第1屆與第7屆及第12～14屆並無日本以外的其他國家隊伍參賽。

## 特別贊助商
| 贊助商       | 贊助屆數   | 備註 |
| ------------ | ---------- | --- |
| 三菱汽車     | 第6～8屆   | 第6屆的全名是《三菱汽車盃小學生30人31腳》（MITSUBISHI MOTORS CUP ），第7屆與第8屆的全名是《三菱汽車小學生30人31腳》（MITSUBISHI MOTORS ），2004年因三菱汽車設計缺陷隱匿事件而不再成為贊助商。 |
| 花王         | 第11屆     | 第10屆的全名不變，花王以其洗髮精品牌“Merit”名義擔任主要贊助商。 |
| 太陽生命保險 | 第12～14屆 | 第12～14屆的全名是《太陽生命小學生30人31腳》（太陽生命）。 |

## 其他電視台錄播
- 緯來日本台（作為新春特別節目播出）
- 凤凰卫视中文台（《30人31足大比拼》）

## 外部連結
- 朝日電視台30人31腳官方網頁／比賽細則
- 各縣大會（預賽）：岩手縣 （页面存档备份，存于）／長野縣／新潟縣[永久]／青森縣／大分縣／秋田縣[永久]／岡山、香川縣／鹿兒島縣[永久]／愛媛縣

## 節目的變遷
| 日本 朝日電視台 | 日本 朝日電視台                                               | 日本 朝日電視台 |
| --------------- | ------------------------------------------------------------- | --------------- |
|                 | 小學生30人31腳全國大賽 （1996年11月2、3日 － 2009年12月12日） |                 |
| —               | —                                                             |                 |

| 臺灣 緯來日本台 | 臺灣 緯來日本台        | 臺灣 緯來日本台 |
| --------------- | ---------------------- | --------------- |
|                 | 小學生30人31腳全國大賽 |                 |
| —               | —                      |                 |